# Русские военнопленные в Болгарии
Русские военнопленные в Болгарии — военнослужащие Российской империи, взятые в плен болгарским войсками во время Первой мировой войны. 
После вступления Болгарии в Первую мировую войну в 1915 году на стороне Центральных держав, на её территории стали появляться русские военнопленные. Основными источниками поступления пленных были бои на фронтах в Македонии и Румынии, морские сражения, а также передача части пленных из Германии. В целом количество русских пленных в Болгарии было невелико по сравнению с количеством русских военнопленных в Германии и Австро-Венгрии. Их содержали в лагерях, расположенных по всей территории Болгарии. Условия содержания военнопленных значительно улучшились после инспекции Красного Креста в 1917 году. После заключения Брестского мира в 1918 году началась репатриация русских пленных на родину, но этот процесс затянулся из-за событий в России. Часть оставшихся в Болгарии русских военнопленных после окончания войны интегрировалась в местное общество и осталась в стране. 

## Предыстория

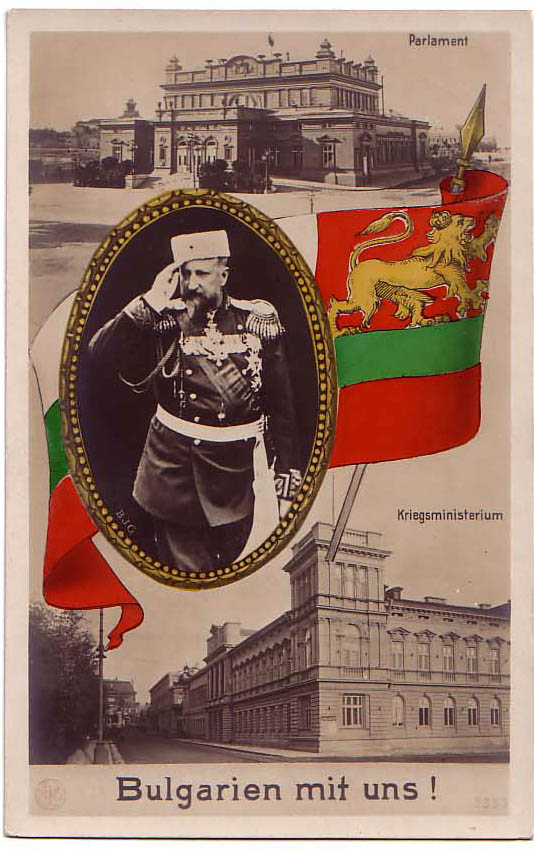
Немецкая открытка в ознаменование вступления Болгарии в войну

Болгария первоначально сохраняла нейтральный статус, но в 1915 году Болгария присоединилась к Центральным державам в Первой мировой войне, объявив войну Сербии и странам Антанты, одной из причин было то, что Россия не поддержала территориальные претензии Болгарии после первой Балканской войны 1912 года. В ходе боевых действий против болгарской армий русские войска не только несли потери убитыми и ранеными, но и военнопленными, но их численность была гораздо ниже, чем численность русских военнопленных в Германии или Австро-Венгрии. После объявления Россией войны Болгарии, интересы России в Болгарии (и русских военнопленных в Болгарии) стали представлять Нидерланды, поскольку они были нейтральными в конфликте. 

## Захват военнопленных

### Война на море

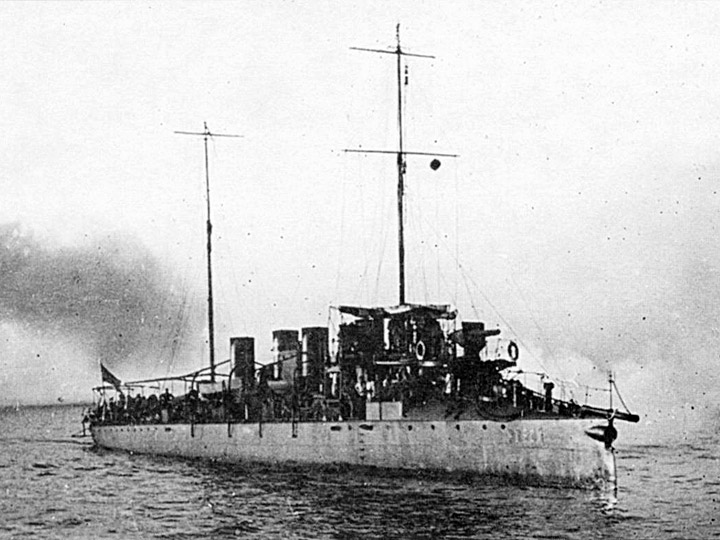
Эсминец «Живой»

Первые военнопленные появились в период прекращения дипломатических отношений и ещё до официального объявления войны: болгары сделали попытку взять в плен три русских буксира, перевозящих товары по Дунаю в Сербию. Два корабля успели переправиться в румынские воды, но «Белгород» и пять барж попали в плен. Экипаж из 28 человек был сослан в лагерь для военнопленных в Тырново.
25 февраля 1916 года в результате подрыва на минном поле у болгарского побережья два российских эсминца «Лейтенант Пущин» и «Живой» получили повреждения. «Лейтенант Пущин» затонул, погибли 80 человек экипажа, а 15 выживших моряков во главе с 4 офицерами попали в плен к болгарам. Список военнопленных был передан в Голландское посольство в Софии с указанием, что они содержатся в лагере для военнопленных в Велико Тырново.

### Восточный фронт
В 1916 году около 50 000 русских военнопленных, захваченных немцами на Восточном фронте, были отправлены на принудительные работы в Сербию, но часть из них затем перевели в Болгарию — по данным нидерландского посольства, в Софии разместили 227 русских военнопленных. В это время болгарские власти опровергали сообщения о плохих условиях содержания и жестоком обращении с пленными.

### Салоникский фронт

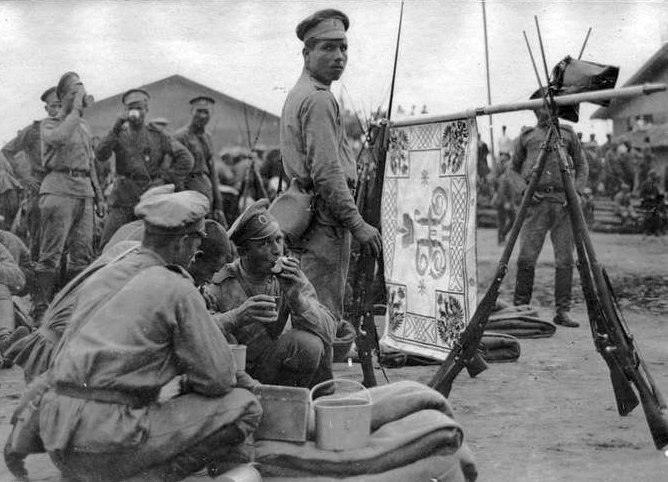
Русские войска на привале в Салониках (1916)

Во второй половине 1916 года начались прямые бои между российскими и болгарскими войсками. По договоренности с союзниками в Солун были направлены две русские пехотные бригады (2-я и 4-я) общей численностью около 20 тысяч человек. С сентября 1916 года они участвовали в сражениях с болгарами на Македонском фронте, неся серьёзные потери убитыми и пленными: погибли 65 офицеров и более 4 тысяч младших офицеров и рядовых, а несколько сотен попали в плен.

### Румынский фронт
В 1916 году, после вступления Румынии в войну против Центральных держав, на румынском фронте развернулись бои между русскими и болгарскими войсками. Россия перебросила туда крупные силы, в том числе 61-ю, 115-ю пехотные и 3-ю конную дивизии. 
5 сентября 1916 года в районе города Добрич состоялось первое прямое столкновение между русскими и болгарскими войсками. Русское командование рассчитывало, что болгары не будут воевать против русских. Однако эти ожидания не оправдались — болгарские войска вступили в бой и захватили в плен разведывательные разъезды казаков, не ожидавшие нападения. По воспоминаниям болгарского полковника Савы Стояновича, эти бои вызвали глубокое смятение и внутреннюю борьбу в душах многих болгарских солдат. Они с трудом психологически переходили к восприятию русских как врагов, о чем свидетельствуют подслушанные офицером споры между опытными и молодыми бойцами. Командующий 3-й болгарской армией генерал Стефан Тошев после боев констатировал: «В этот день раз и навсегда была погребена легенда о том, что болгарские войска не будут биться против своих русских освободителей».

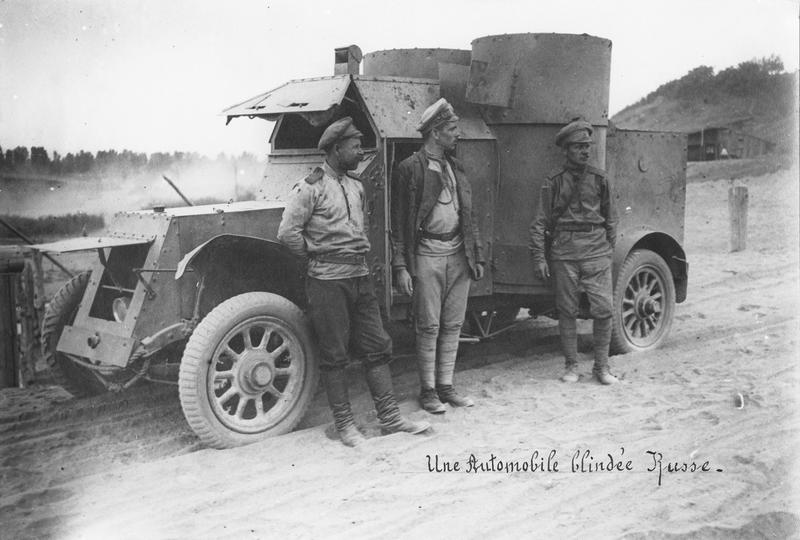
Русский броневой автомобиль на Румынском фронте

По свидетельству Стояновича, в бою под Мулчиовой русские солдаты до последнего отказывались сдаваться в плен, проявляя отчаянное сопротивление. Даже будучи тяжело ранеными, они продолжали стрелять и кидать гранаты, пока не погибали на месте. Некоторые болгарские солдаты были шокированы таким упорством и готовностью сражаться до конца. Позднее Стоянович выяснил, что русские солдаты не сдавались в плен и оказывали яростное сопротивление болгарам, поскольку их убедили союзники румыны, что болгары убивают всех, кто сдается в плен.
В конце 1916 года большая часть Румынии была оккупирована Центральными силами, и в результате этого в болгарский плен помимо румын попали и несколько тысяч русских. Газета «Ден» опубликовала справка о том, что в период до 1 февраля 1917 года русских военнопленных в Болгарии было 5559, среди них 120 офицеров и 5439 человек низших военных чинов. После этой даты сражения между русскими и болгарами продолжались, но в результате начавшейся Февральской революции их интенсивность снизилась.

## Условия содержания

### Общее отношение к пленным
Некоторые архивные источники утверждают, что русских военных часто отпускали на свободу сразу же после того, как брали в плен. По свидетельству русского военнопленного Григория Галкина, когда многие русские бежали из австрийского плена через оккупированную болгарами Сербию, то при переходе границы на реке Дунай болгары устраивали на них облавы, грабили и жестоко обращались с пленными. Также имели место случаи, когда болгарские солдаты выгоняли из домов и сжигали имущество сербов, укрывавших беглых русских военнопленных на оккупированной территории Сербии. Информация о жестоком обращении болгарских войск с русскими военнопленными в годы Первой мировой войны замалчивалась в советский период, поскольку это противоречило «вековой дружбы между советским и болгарским народами».

### Бюро по делам военнопленным
В ходе военных действий осенью 1915 года болгарские войска захватили множество военнопленных, в основном из разгромленной сербской армии. Это создало проблему содержания пленных, к которой Болгария пыталась подготовиться еще до вступления в войну. Для решения этого вопроса сразу после объявления мобилизации в стране было создано специальное Бюро по делам военнопленных, аналогичное ведомствам в других воюющих государствах. Первые лагеря для военнопленных были открыты в Софии, Стара Загоре и Велико Търново. Несколько месяцев спустя они организуются в Орхание, Сливене, Казанлыке, Пловдиве. В лагерях содержались как военнопленные разных национальностей, так и интернированные гражданские лица, в том числе русские. Узники не разделялись по национальному или воинскому принципу, из-за чего у болгарских властей возникали сложности с ведением точной статистики по составу лагерей. 
Однако резкое увеличение числа военнопленных в конце 1916 года поставило перед Болгарией серьезные проблемы. Бюро по делам военнопленных испытывало трудности, так как его сотрудниками были в основном преподаватели университета без опыта такой работы — за русскую секцию отвечал оперный певец Иван Вульпе. Военнопленные были рассредоточены по многочисленным лагерям в разных городах и селах Болгарии, что осложняло их учет и контроль со стороны Бюро. 

### Роль Нидерландов, Франции и Красного Креста
В 1917 году число лагерей для военнопленных в Болгарии увеличилось до 21, что затрудняло поддержание дисциплины. Еще в начале войны болгарское командование разрешило применение телесных наказаний к нижним чинам за проступки. Эта практика сохранялась до конца войны, хотя в основном касалась сербских военнопленных. По данным болгарских архивов, к русским она применялась редко. Голландское посольство настаивало на отмене телесных наказаний для подданных тех государств, где они не приняты в национальных армиях.
В ответ на протесты Голландского посольства болгарское Военное министерство объяснило, что обращение с военнопленными соответствует нормам Гаагской конвенции и не отличается от обращения с собственными солдатами. Телесные наказания применялись по решению военно-полевого суда только за серьезные проступки. Другой мерой была отправка «проблемных» узников на тяжелые работы в шахты или на строительство железных дорог. Также существовали специальные «наказательные» лагеря, куда направляли провинившихся пленных. В подобный лагерь в Княжево было отправлено около 30 русских военнопленных. 11 русских пленных также содержались в болгарских тюрьмах до конца войны.
В начале 1917 года между Францией и Болгарией развернулась дипломатическая война вокруг обращения с военнопленными. Стороны обменивались обвинениями через посольства нейтральных стран и Красный Крест. Чтобы положить конец обвинениям, болгарские власти пригласили официальную делегацию Красного Креста посетить лагеря для военнопленных. После посещения, в отчёте делегация рекомендовала размещать узников в более просторных помещениях и отделить гражданских лиц от военных. В отчете отмечались бытовые условия в лагерях для военнопленных в Болгарии: спанье на голой земле, теснота в бараках, скудный паек (800 грамм хлеба и одна или две миски супа). Однако подчеркивалось хорошее качество хлеба и организация медицинской помощи. Делегация рекомендовала обеспечить узников нарами и одеялами, избегать коллективных наказаний, отменить лишение пайка как меру наказания.  В ответном письме болгарский военный министр пообещал выполнить рекомендации Красного Креста по улучшению условий содержания пленных.
После инспекции Красного Креста в 1917 году условия содержания военнопленных в Болгарии значительно улучшились. В некоторых лагерях разрешили заниматься спортом, открывать библиотеки, устраивать театральные представления. Также узникам разрешили регулярно получать письма и посылки, представители общественных организаций получили доступ в лагеря. Для офицеров стали организовывать экскурсии в города. Началось регулярное снабжение одеждой, предметами гигиены не только от посольства Нидерландов, но и от болгарских благотворительных обществ. Это было особенно важно, поскольку Россия после 1917 года и до заключения Брест-Литовского мирного договора перестала оказывать помощь своим военнопленным за границей.
В начале 1918 года, на фоне революционных событий в России, среди русских военнопленных в Болгарии усилились брожения и ослабла дисциплина, офицеры потеряли авторитет и контроль над солдатами.

## Репатриация и дальнейшая судьба
В январе 1917 года российское правительство предложило воюющим с ней странам, в том числе Болгарии, осуществить обмен тяжелоранеными и больными военнопленными, которые должны были быть интернированы в нейтральные Швецию и Норвегию. Болгарский Генштаб не возражал и подготовил проект соглашения с подробным описанием категорий военнопленных, подлежащих обмену. Неизвестно, был ли реализован такой обмен, но вероятно кризисные события в России помешали этому.
Во время переговоров о Брестском мире помимо прочих вопросов обсуждался и вопрос об обмене военнопленными. Германия наставила на освобождение всех пленных, тогда как Россия предлагала освободить лишь гражданских лиц и военнопленных-инвалидов, а позже большевики и вовсе стали затягивать переговоры. В итоге РСФСР передала Болгарии список, состоящий из 23 офицеров и 131 человека нижних чинов (из которых 17 уже умерли). Болгария также решила затягивать переговоры и отказалась принять предложение России инспектировать лагеря для пленных поскольку опасалась экспорта коммунистической идеологии. Болгарские коммунисты активно занимались пропагандой среди русских военнопленных. 
С ратифицированием мирного договора все русские пленные должны быть освобождены. В штабе болгарской армии считали, что все лица из России и Украины могут вернуться к своим родным местам, кроме тех, которых задержала полиция в связи с провинностями. С августа 1918 года начинается подготовка к репатриации русских и украинских военнопленных, и в качестве идеи выдвигается проект их концентрации в депо Софии и Варны, однако было разрешено вернуться на родину только небольшой части военнопленных, а большая их часть осталась в лагерях Болгарии. В связи с этим Голландское посольство послало 12 сентября ноту с требованием: либо освободить русских пленных, либо создать им хорошие условия в местах заключения.
Украинские дипломаты заявили, что у них есть сведения об издевательствах над русскими и украинскими пленными в лагере Орхание. Министерство иностранных дел отправило просьбу об анкетировании в адрес Военного министерства, и попросило, если окажется правдой, то наказать виновных. Кроме того, чтобы освобожденные сохранили добрые чувства к Болгарии, было предложено предоставить им помощь и подарки. В результате проведенной проверки все обвинения были сняты. 
Началась подготовка к репатриации украинских и русских военнопленных, 20 сентября 1918 года из Киева в Софию выезжает делегация. Однако из-за прорыва на Солунском фронте Болгария просит о перемирии и в конце сентября 1918 года выходит из Первой мировой войны. Все военнопленные из Франции, Италии, Греции и Сербии были освобождены, но проблемы с русскими военнопленными остались. Их проблемой уже продолжали заниматься оккупационные власти генерала Кретьен, и новое болгарское правительство, обе стороны взаимно перебрасывали друг на друга решение этой проблемы несколько лет.
На май 1918 года 1,7 тысяч украинских военнопленных находились в Болгарии. В мае–июне 1918 года на Украине велась подготовка к приему возвращающихся из плена военнопленных. Были определены пункты приема пленных из Болгарии – в Одессе. Дальше по железной дороге пленных перевозили в глубь страны – россиян на север до Орши, а украинцев – на юг Украины в Кременчуг и Харьков. Также действовали маршруты через Киев из Повурска, Голоб, Радивилова, Лановцев и Волочиска. Болгария настаивала, чтобы эвакуацией военнопленных из страны занимались специальные украинские комиссии и уполномоченные. Украинское правительство утвердило штаты таких комиссий и выделило финансирование, на протяжении двух месяцев было выделено по 11 тысяч рублей. В сентябре-октябре 1918 года совместными усилиями Украины и Болгарии большое количество военнопленных было перевезено из Варны в Одессу с использованием болгарских пароходов.
В декабре 1918 года около 6000 русских военнопленных были собраны в Варне для репатриации в Россию и Украину. Однако спустя два года несколько тысяч продолжали оставаться в Болгарии. 15 июля 1920 года в Министерство иностранных дел поступает «Заявление от полномочных представителей бывших русских военнопленных», в котором утверждается, что 5000 русских хотят уехать в Советскую Россию. По данным 1919 года, в Болгарии находилось до 12 тысяч бывших русских военнопленных Первой мировой войны. К началу 1921 года их число сократилось до 4 тысяч в результате репатриации в Россию. 
Из-за Гражданской войны в России вопрос репатриации затянулся до её окончания. Пленные разделились на три группы: желавших вернуться, чтобы воевать за красных, желавших вернуться, чтобы воевать за белых и отказывавшихся возвращаться. Последняя группа влилась в сообщество белой эмиграции в Болгарии, интегрировались в болгарское общество и внесли вклад в науку и культуру страны.